# Погуляевка (Ярцевский район)
Погуляевка — деревня в Ярцевском районе Смоленской области России. Входит в состав Петровского сельского поселения. Население — 11 жителей (2007 год). 
Расположена в центральной части области в 2 км к юго-востоку от Ярцева, в 6 км южнее автодороги М1 «Беларусь», на берегу реки Ракита. В 4 км севернее деревни расположена железнодорожная станция Милохово на линии Москва — Минск. 

## История
В годы Великой Отечественной войны деревня была оккупирована гитлеровскими войсками в июле 1941 года, освобождена в сентябре 1943 года.